# Dolný Lopašov
Dolný Lopašov is een Slowaakse gemeente in de regio Trnava, en maakt deel uit van het district Piešťany.
Dolný Lopašov telt 979 inwoners.